# Nikita Simonov
Nikita Simonov (en ruso: Никита Симонов; 16 de julio de 1996) es un deportista azerbaiyano de origen ruso que compite en gimnasia artística. Ganó una medalla de plata en el Campeonato Europeo de Gimnasia Artística de 2024, en la prueba de anillas.

## Palmarés internacional
| Campeonato Europeo | Campeonato Europeo | Campeonato Europeo | Campeonato Europeo |
| Año                | Lugar              | Medalla            | Prueba             |
| ------------------ | ------------------ | ------------------ | ------------------ |
| 2024               | Rímini (Italia)    | Medalla de plata   | Anillas            |